# Equus eisenmannae
Espèce
Equus eisenmannae est une espèce éteinte d'équidé du genre Equus, de taille supérieure aux chevaux modernes, qui vivait au Pléistocène et dont on a trouvé des fossiles en Chine.

## Historique

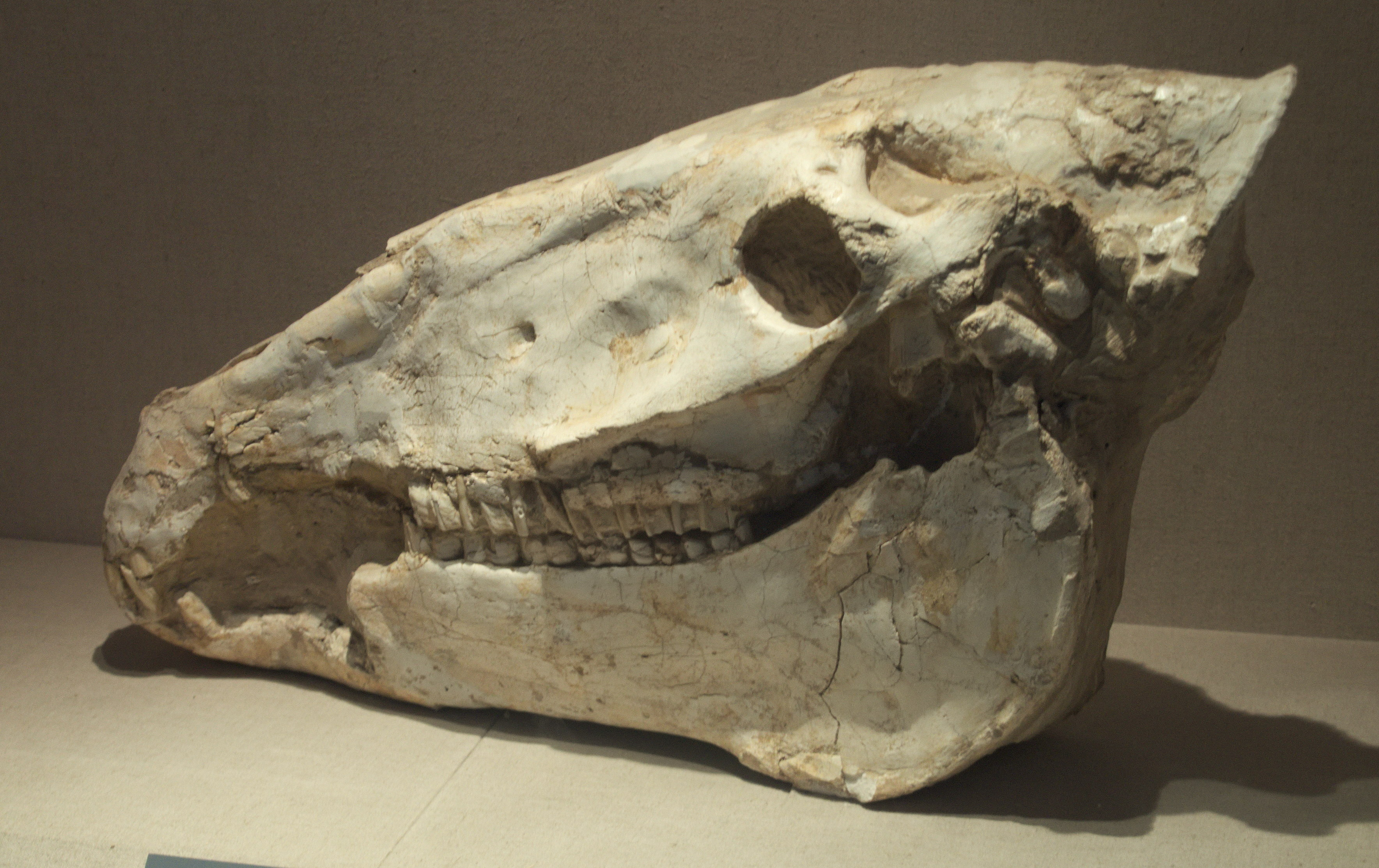
Crâne fossile dEquus eisenmannae provenant de la province du Gansu, au musée de Mongolie-Intérieure.

Equus eisenmannae a été décrit par Qiu et al. en 2004, sur la base de fossiles trouvés en Chine.